# Cyprinocirrhites polyactis
Cyprinocirrhites polyactis är en fiskart som först beskrevs av Bleeker, 1874.  Cyprinocirrhites polyactis ingår i släktet Cyprinocirrhites och familjen Cirrhitidae. Inga underarter finns listade i Catalogue of Life.